# (12513) Niven
(12513) Niven (1998 HC20) – planetoida z pasa głównego asteroid okrążająca Słońce w ciągu 3,16 lat w średniej odległości 2,15 j.a. Odkryta 27 kwietnia 1998 roku.